# Poniatowa

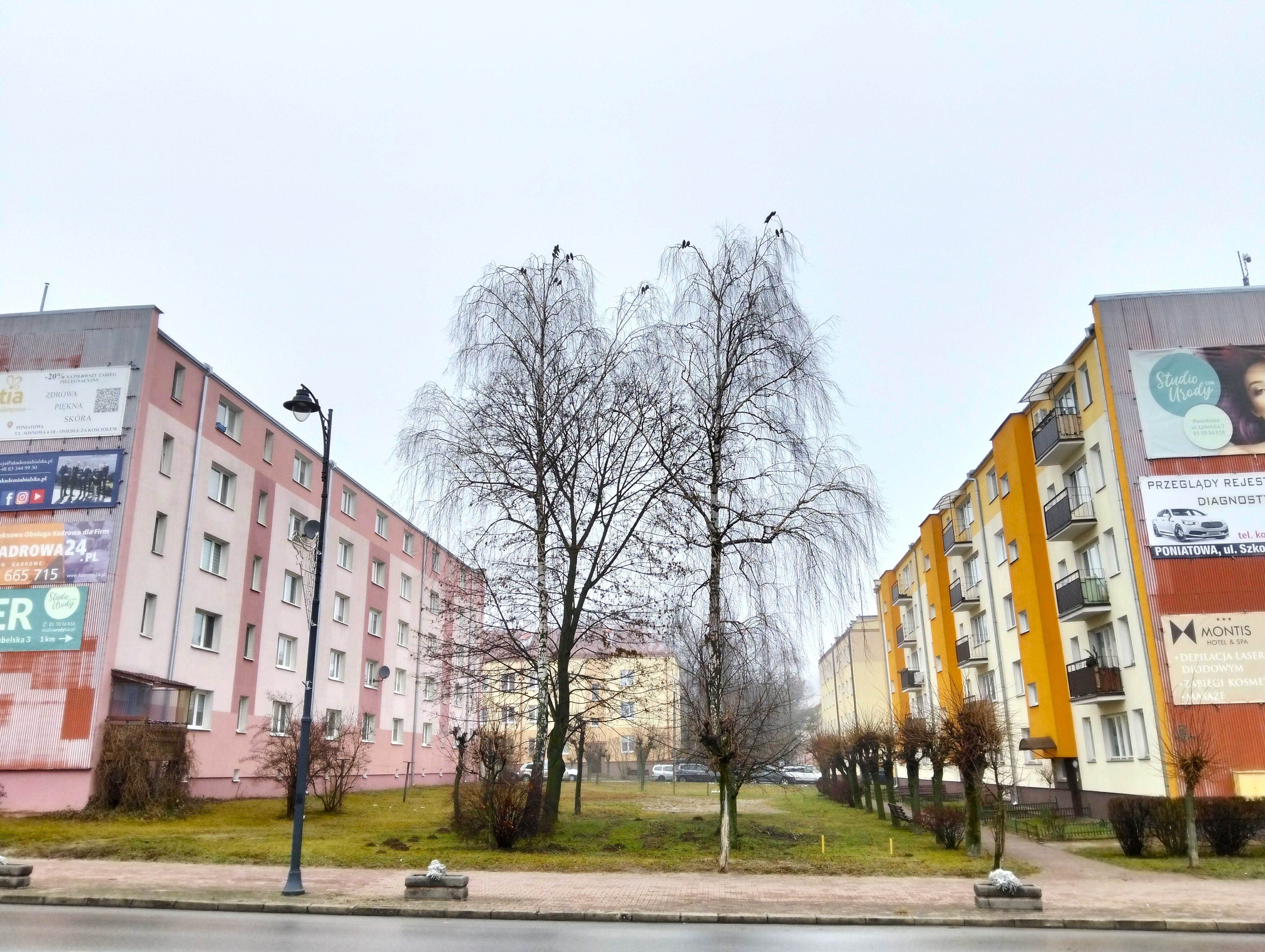
Zabudowa ulicy Nałęczowskiej

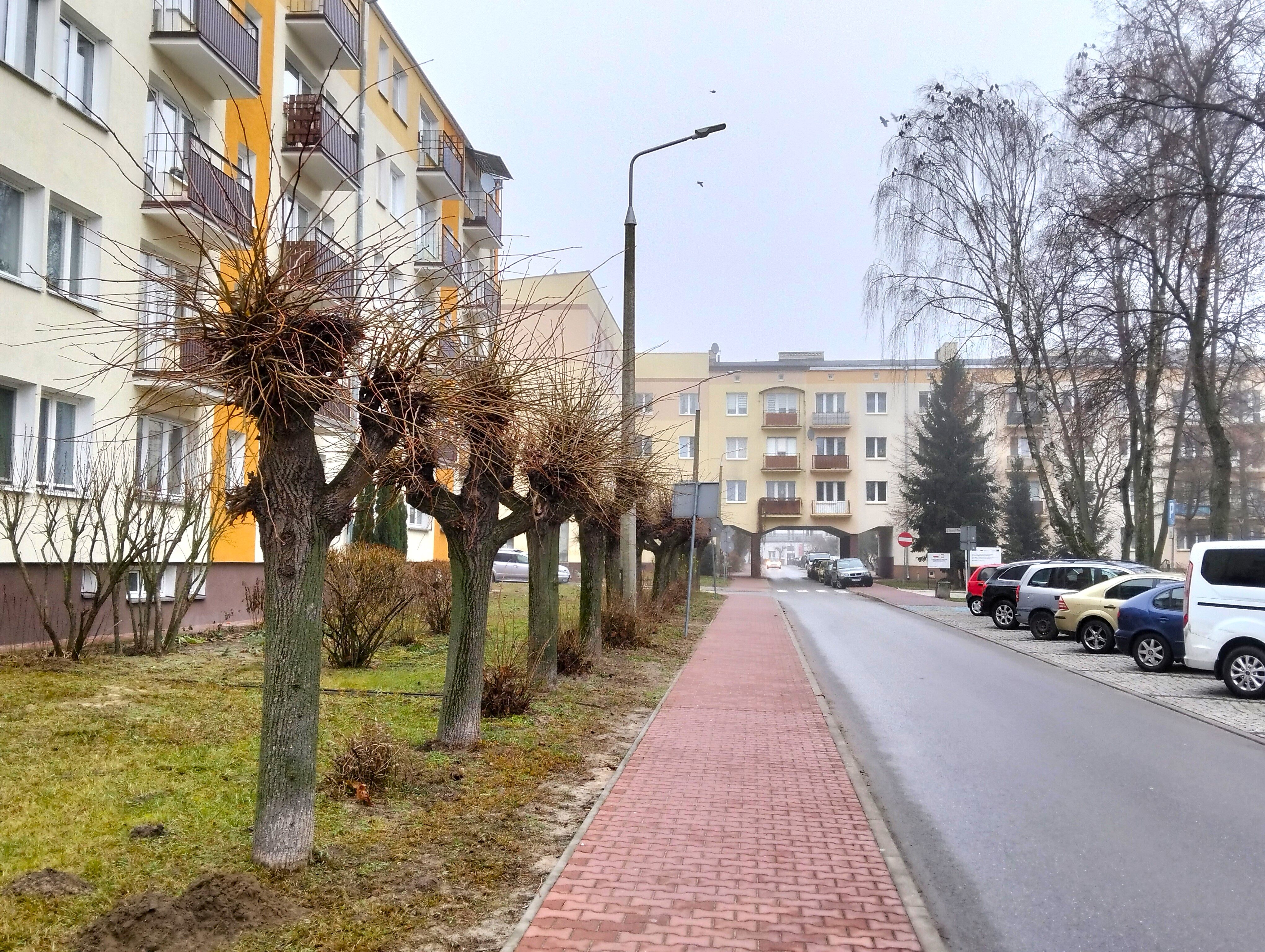
Ulica Słoneczna

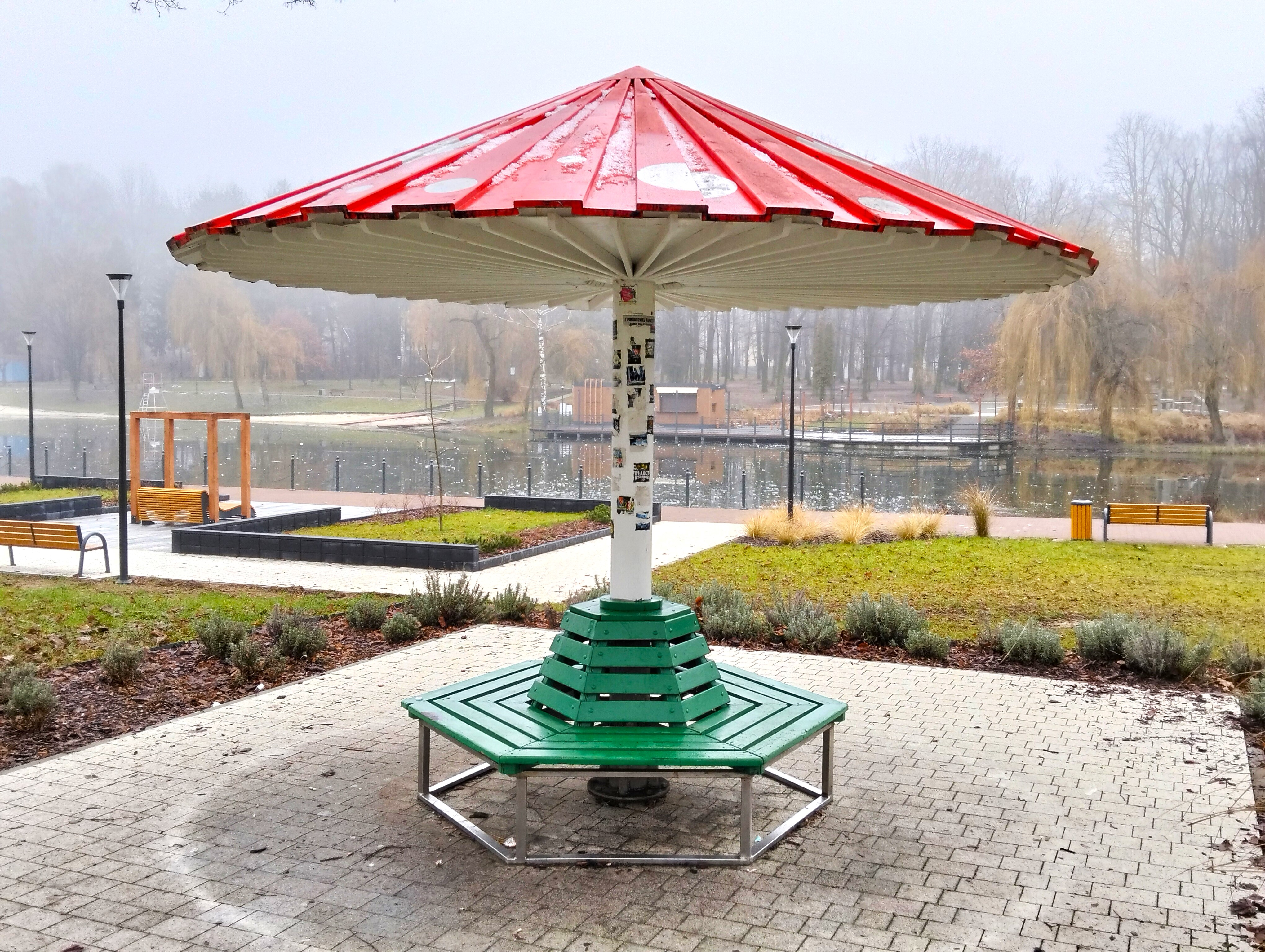
Promenada nad Zalewem

Poniatowa – miasto w południowo-wschodniej Polsce, w zachodniej części województwa lubelskiego, w powiecie opolskim, położone na Wyżynie Lubelskiej w Kotlinie Chodelskiej. Siedziba miejsko-wiejskiej gminy Poniatowa.
Miasto położone jest w historycznej Małopolsce, należało do dawnej ziemi lubelskiej. W latach 1975–1998 miasto administracyjnie należało do starego woj. lubelskiego.
Według danych GUS z 31 grudnia 2019 r. miasto miało 9083 mieszkańców.
Według danych GUS z 31 grudnia 2020 r. miasto miało 8980 mieszkańców.

## Historia
W czasach Królestwa Polskiego Poniatowa należała do rodu Poniatowskich. Od pierwszej połowy XV wieku w Poniatowej mieszkało kilka gałęzi rodziny Poniatowskich, różniących się między sobą przydomkami: Tłuk, Jarasz oraz Ciołek. Z tej ostatniej wywodzi się król Stanisław August Poniatowski.
W okresie od XV do XVII wieku z wsią Poniatowa są związane rodziny Wronowskich i Czelustków. Pojawiają się też inne pojedyncze imiona, nazwiska i przydomki np.: Jaśko Rakowa Noga, Piotr Wydra, Tomasz Pierzyna, Jan Patronek, Sługoccy, Kośmińscy i Koźmianiowie.
W Poniatowej w 1941 roku na terenie zakładów tele- i radiotechnicznych Niemcy stworzyli obóz dla internowanych jeńców sowieckich, przez który do jesieni 1942 przeszło około 22 000 z nich. W tym czasie z głodu zginęło w nim około 18 000 Sowietów. Obóz ten został zlikwidowany w 1942 roku, a na jego miejscu utworzono obóz pracy – zakłady tekstylne Walthera C. Tőbbensa – dla Żydów przywożonych początkowo z Opola Lubelskiego. W kwietniu i maju 1943 roku do obozu przybyły transporty z likwidowanego getta warszawskiego. W połowie 1943 roku liczba osadzonych w obozie Żydów wynosiła od 14 do 18 000 osób. 4 listopada 1943 roku podczas jednodniowej masakry nastąpiła likwidacja obozu. W nocy pomiędzy 3 listopada a 4 listopada 1943 roku, w akcji likwidacji Żydów na Lubelszczyźnie pod kryptonimem Erntefest (pol. dożynki), rozstrzelano bądź spalono żywcem około 15 tysięcy Żydów. Ogółem zginęło ich od 17,5 do 19,5 tysiąca. Jak podaje Leszek Radzikowski, Walter Tőbbens „zorganizował tu miniaturowy obóz dla najbogatszych Żydów z Europy, gdzie za słone opłaty mieli oni prawo pożyć kilka tygodni dłużej i w nieco mniej nędznych warunkach”.
Po wojnie, na miejscu zlikwidowanego obozu i masowego mordu, wzniesiono pomnik.
W 1944 roku Poniatowa została wyzwolona przez żołnierzy Armii Krajowej.
Po wojnie Ministerstwo Bezpieczeństwa Publicznego utworzyło obóz pracy nr 153 dla byłych żołnierzy AK i podziemia niepodległościowego.
18 lipca 1962 roku Poniatowa otrzymała prawa miejskie na mocy rozporządzenia Rady Ministrów. W tym samym roku otwarto Sanatorium przeciwgruźlicze.

## Demografia
W latach 70. XX w. dynamicznie wzrosła liczba mieszkańców.
- Piramida wieku mieszkańców Poniatowej w 2020 roku.

## Gospodarka
W 1937 r. rozpoczęto tu budowę zakładów sprzętu łącznościowego i radiowego dla wojska w ramach Centralnego Okręgu Przemysłowego, produkcja ruszyła w lipcu 1939 r. W czasach PRL-u działały jako Zakłady Zmechanizowanego Sprzętu Domowego Predom EDA, Przedsiębiorstwo zajmowało się produkcją sprzętu AGD m.in. pralek i sokowirówek. Należało do zjednoczenia przemysłu Predom. W okresie największej prosperity EDA zatrudniała ponad 5000 osób. Na przełomie lat 80. i 90. narastały problemy gospodarcze, głównie za przyczyną trudności w Zakładach Elektromaszynowych EDA. Zakłady postawiono w stan upadłości.
Lata 70. to intensywny rozwój miasta – powstało wiele obiektów użyteczności publicznej, sklepy i punkty usługowe, w szybkim tempie rozwinęło się budownictwo mieszkaniowe.

## Kultura

### Centrum Kultury Promocji i Turystyki
Na terenie Poniatowej od lat siedemdziesiątych XX wieku istnieje ośrodek kultury, początkowo przyporządkowany do zakładów elektromaszynowych EDA. Od 2007 roku ośrodek kultury przyjął nazwę „Centrum Kultury, Promocji i Turystyki”. Na terenie CKPiT działa wiele stowarzyszeń i ugrupowań m.in. Stowarzyszenie Emerytów, Rencistów i Inwalidów, Poniatowskie Towarzystwo Fotograficzne, Klub Żołnierzy Rezerwy „Snajper”. W 2019 roku budynek został gruntownie wyremontowany oraz przed wejściem została ustawiona ławka niepodległości.
- Centrum Kultury, Promocji i Turystyki – ul. Fabryczna 1

### Miejsko-gminna biblioteka publiczna
W budynku CKPiT znajduje się Miejsko – Gminna Biblioteka Publiczna, która swoją historią również sięga lat siedemdziesiątych XX wieku. Podczas programu „Rewitalizacja terenów gminy Poniatowa” część budynku została wyremontowana, biblioteka została skomputeryzowana oraz wzbogaciła się o nowe woluminy.
- Miejsko – gminna Biblioteka Publiczna w Poniatowej – ul. Fabryczna 1
- Filia Biblioteczna w Kowali Drugiej – Kowala Druga 29
- Filia Biblioteczna w Kraczewicach Prywatnych – Kraczewice Prywatne 103
- Filia Biblioteczna w Niezabitowie – Niezabitów 46

### Kinoteatr
W Poniatowej funkcjonuje Kinoteatr „Czyn” wybudowany w czynie społecznym przez miejską i okoliczną ludność. W 2019 r. budynek został przebudowany i udostępniony osobom niepełnosprawnym. Na terenie budynku znajduje się jedna sala kinowa. Od kilku lat w Poniatowej istnieje grupa filmowa Fabryczna Art. Ich film dokumentalny Chasing The Acids – W pogoni za „Acid Drinkers” otrzymał pozytywne opinie zarówno fanów, jak i krytyków. Film został dołączony do albumu „The Hand That Rocks the Coffin” zespołu Acid Drinkers.

## Opieka zdrowotna
- SPZOZ w Opolu Lubelskim z/s w Poniatowej, ul. Fabryczna[8]
- Samodzielne Sanatorium Gruźlicy i chorób płuc, ul. Fabryczna

## Szkoły i przedszkola
- Szkoła Podstawowa nr 1 im. Stefana Żeromskiego, ul. Szkolna
- Przedszkole Miejskie, ul. Szkolna
- Żłobek Miejski, ul. Szkolna
- Przedszkole i żłobek „Tęczowy Raj”, ul. Kraczewicka
- Liceum Ogólnokształcące im. Aleksandra Ligęzy „Armaty”, ul. 11 Listopada (nieczynne, przekształcone w Powiatowe Centrum Pomocy Rodzinie w Opolu Lubelskim z siedzibą w Poniatowej)
- Zespół Szkół w Poniatowej, ul. Fabryczna:
  - Technikum im. Eugeniusza Kwiatkowskiego
  - Liceum Ogólnokształcące im. Józefa Piłsudzkiego
  - Branżowa Szkoła I stopnia

## Komunikacja i transport
Przez miasto przebiega droga wojewódzka 832 relacji Wola Rudzka – Poniatowa – Bełżyce oraz droga powiatowa relacji Chodel – Poniatowa – Wąwolnica. Na placu Konstytucji w centrum miasta znajduje się dworzec autobusowy obsługiwany przez prywatne busy. Przy ulicy Kolejowej znajduje się stacja czołowa Poniatowa Nałęczowskiej Kolei Dojazdowej.

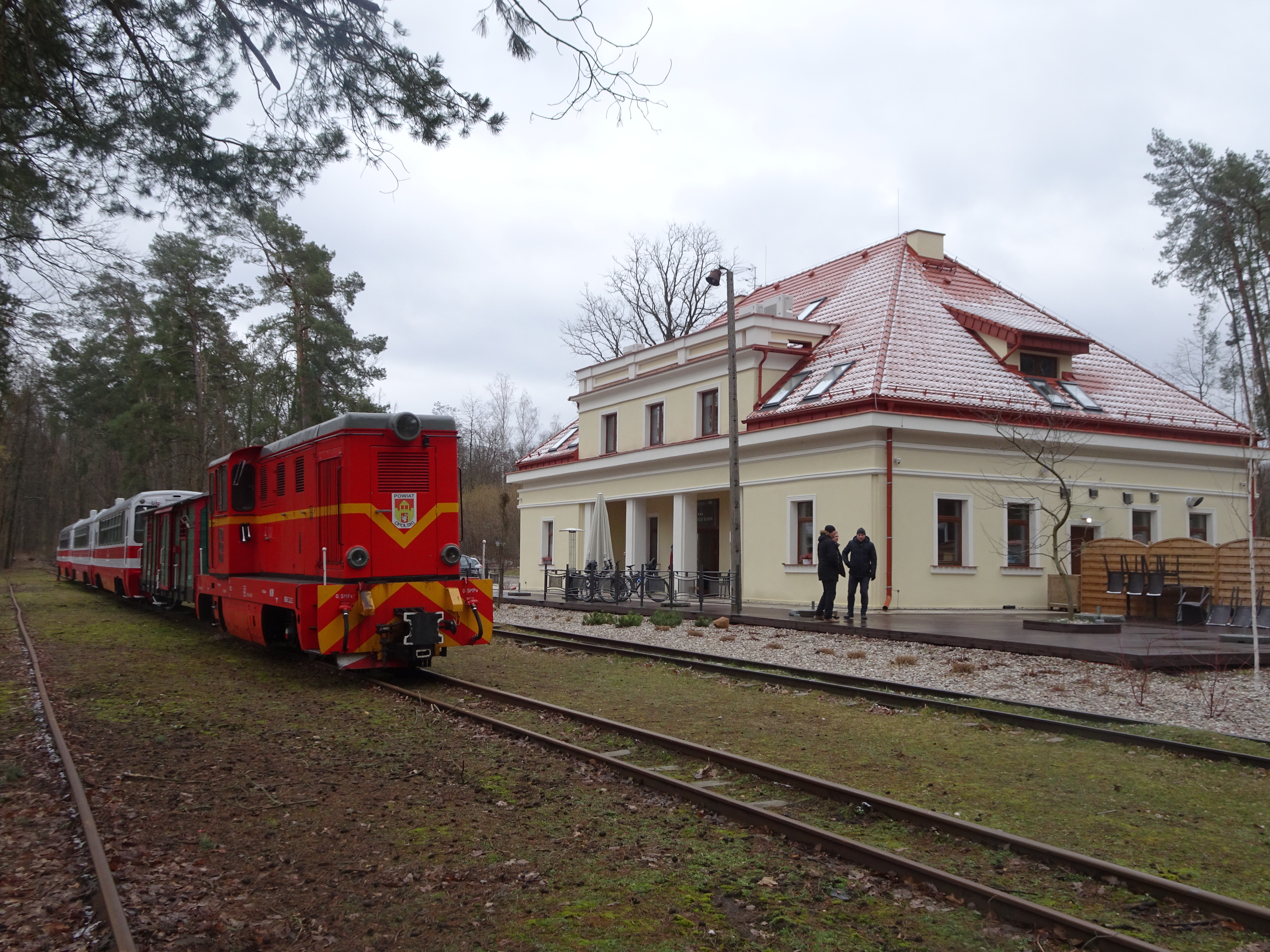
Budynek dworca kolejowego

- Dworzec autobusowy, pl. Konstytucji 3 Maja
- Stacja kolejowa, ul. Kolejowa

## Dzielnice i osiedla
- Stare Miasto (Modrzewiowa)
- Nowe Miasto-Północ
- Osiedle Przedwiośnie (Serbinów)
- Osiedle 1000-lecia
- Osiedle Przylesie
- Młynki (Poniatowa)
- Nowe Miasto-Południe
- Osiedle Henin (od 1979)
- Leśniczówka (do 1952 i ponownie od 1979)

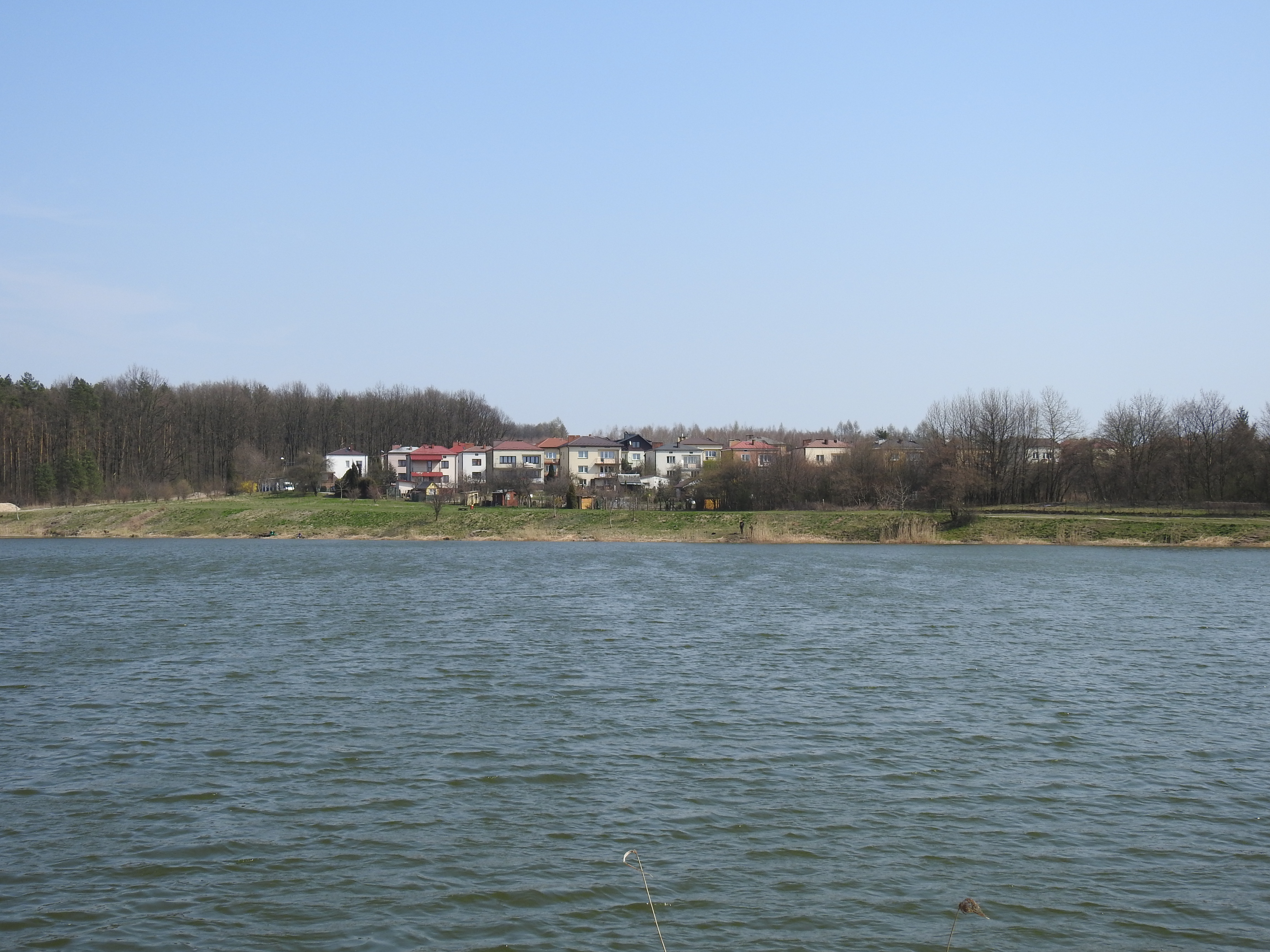
Osiedle Przylesie

- 1000-lecia (Kraczewicka)
- Stare MiastoOsiedle Przylesie

## Wspólnoty wyznaniowe
- Kościół rzymskokatolicki:
  - parafia Ducha Świętego
- Świadkowie Jehowy:
  - zbór Poniatowa (Sala Królestwa Kowala I 4A)[9].

## Współpraca międzynarodowa
Miasta i gminy partnerskie:
- Steglitz-Zehlendorf, od 1989 r.[10]
- Groß-Siegharts, od 2001 r.[10]